# Paola Rey
Paola Andrea Rey, kolumbijska igralka, rojena 19. decembra 1979, Bucaramanga, Kolumbija.

## Življenjepis
Visoka je 163 cm. Želela je postati inženirka,vendar ni nikoli diplomirala,ker je dobila vlogo Graciele v telenoveli Fuego verde (RTI). Paola niti njena družina niso mogli verjeti,da je bila sprejeta. Takrat se je zaljubila v igralski poklic. Pustila je študij na Universidad de la Sabana, in se popolnoma posvetila igralstvu. Ker je bila še nova v tem poklicu je začela obiskovati delavnice gledališkega izražanja. Konec leta 1998 je dobila nagrado Tvynovelas za odkritje leta. Istega leta je sodelovala pri projektu Catillo de naipes, ter posnela telenovelo Corazon prohibido. Naslednje leto je posnela s kolumbijsko tv Cenpor za sodelovanje pri telenoveli Por que Diablos?. Takrat pa je prišel velik trenutek v njeni karieri,kajti na avdiciji za program Caracol,so jo izbrali za protagonistko v telenoveli Baby Sister. Takrat je njena popularnost prešla meje.Telenovela je postala naslednica fenomena Betty la fea. Telenovela je bila prodana v več držav in imela zelo dobro gledanost. Leta 2003 je ponovno igrala za RTI in Telemundo v vlogi Jimene Elizondo v telenoveli Pasion de Gavilanes,ta telenovela je postala eden največjih fenomenov v zgodovini telenovel. Leta 2004 je sprejela glavno vlogo v telenoveli La mujer en el espejo,kjer je igrala dve popolnoma različni ženski,nezaupljivo in grdo Juliano Soler ter lepo in osupljivo Maritzo Ferrer. Leta 2006 pa je končala s snemanjem telenovele Amores de mercado.

## Zanimivosti
- Med svoje pomanjkljivosti šteje neorganiziranost.
- Njena najboljša lastnost je iskrenost.
- Obožuje avtomobile in hitrost, dirkala je na profesionalnih dirkah in meni ,da je to odlična sprostitev adrenalina.
- Njena najljubša barva je rumena.
- Obožuje parfum Ralpha Laurena.
- Obožuje vodo.
- Njen najljubši pisec je Mario Benedetti.

## Telenovele
- Amores de Mercado (2006) - Lucía Martínez
- La Mujer en el Espejo (2004) - Juliana Soler/Maritza Ferrer
- Pasión de Gavilanes (2003) - Jimena Elizondo
- La Baby Sister (2000) - Fabiola Estrella Rivera Chitiva
- ¿Por qué Diablos? (1999) - Jazmín 'Jaz' Cordero
- Corazón Prohibido (1998)
- Fuego Verde (1998) - Graciela